# George Monck
George Monck (* 6 de diciembre de 1608-† 3 de enero de 1670) fue un militar y político inglés que sirvió a Carlos I, pero que con la llegada de la república decidió trabajar para Oliver Cromwell hasta que este murió, que será cuando convoque el parlamento para restaurar la dinastía de los Estuardo y otorgar el trono a Carlos II de Inglaterra.
Está enterrado en la Abadía de Westminster.
- Datos: Q335106
- Multimedia: George Monck / Q335106